# Liv Ullmann

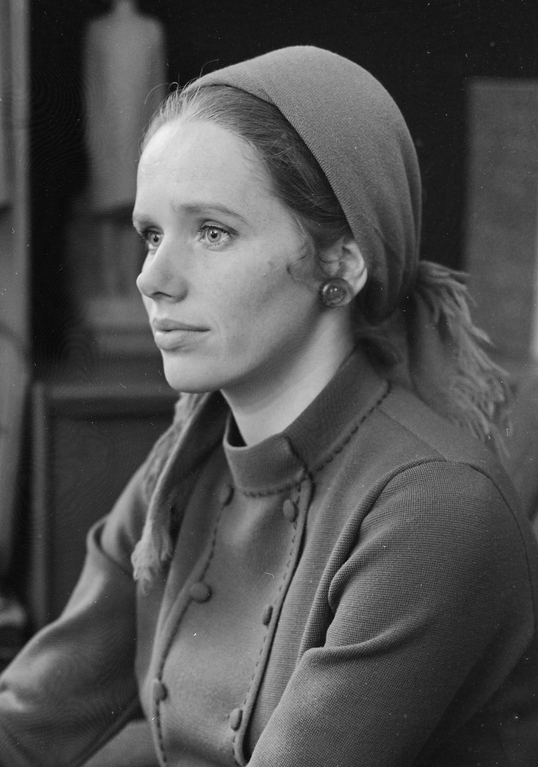
Actrița Liv Ullmann în anul 1966

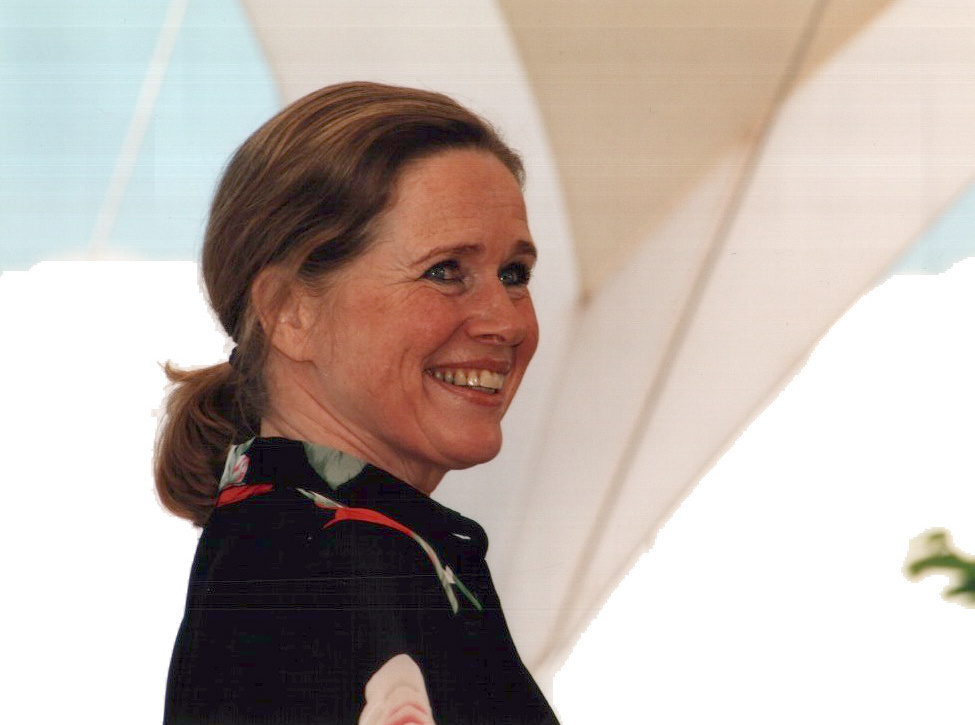
Actrița Liv Ullmann în anul 2000

Liv Johanne Ullmann (n. 16 decembrie 1938, Tōkyō, Japonia) este o regizoare și actriță norvegiană. Ea a fost una dintre „muzele” regizorului suedez Ingmar Bergman.
Ullmann a câștigat Globul de Aur pentru cea mai bună actriță - dramă în 1972 pentru filmul Emigranții (1971) și a fost nominalizat pentru încă patru. În 2000 a fost nominalizată la Palme d'Or pentru cel de-al doilea film ca regizor, Infidelitate. De asemenea, a primit două nominalizări la premiile BAFTA pentru rolurile ei din Scene dintr-o căsnicie (1973) și Față în față (1976) și două nominalizări la premiile Oscar pentru Emigranți și Față în față.

## Biografie
Ullmann s-a născut în Tokyo, Japonia, ca fiica lui Erik Viggo Ullmann (1907-1945), inginer de aviație norvegian, care lucra la Tokyo la acea dată, și Janna Erbe (născută Lund, 1910-1996), norvegiană. Bunicul ei a fost trimis la lagărul de concentrare Dachau în timpul celui de-al Doilea Război Mondial pentru că a ajutat evreii să scape din orașul în care locuia în Norvegia. A murit în lagăr. La vârsta de doi ani, familia s-a mutat în Toronto, Ontario, unde tatăl ei a lucrat la baza aeriană norvegiană de pe insula Toronto (în Lacul Ontario) în timpul celui de-al Doilea Război Mondial. S-a mutat la New York, unde patru ani mai târziu, tatăl ei a murit de o tumoare pe creier, un eveniment care a afectat-o foarte mult.  Mama ei a lucrat ca librar în timp ce creștea două fiice. Ei s-au întors în Norvegia, stabilindu-se în Trondheim.

## Filmografie selectivă
- 1957 Zăpăciții la munte (Fjols til fjells), regia Edith Carlmar
- 1959 Tinerii (film din 1959) (Ung Flukt), regia Edith Carlmar
- 1962 Tonny, regia Per Gjersøe și Nils R. Müller
- 1965 Îi ziceau nemernicul (De Kalte ham Skarven), regia Wilfred Breistrand și Erik Folke Gustavson
- 1966 Persona, regia Ingmar Bergman
- 1968 Ora lupului (Vargtimmen), regia Ingmar Bergman
- 1968 Rușinea (Skammen), regia Ingmar Bergman
- 1969 O pasiune (En Passion), regia Ingmar Bergman
- 1970 Din partea prietenilor (De la part des copains), de Terence Young
- 1971 Vizitatorul din noapte (The Night Visitor), de László Benedek
- 1971 Emigranții (Utvandrarna), regia Jan Troell
- 1972 Lumea Nouă (Nybyggarna), regia Jan Troell
- 1972 Papesa Ioana (Pope Joan), regia Michael Anderson
- 1972 Șoapte și strigăte (Viskningar och rop), regia Ingmar Bergman
- 1973 40 de carate (40 Carats), regia Milton Katselas
- 1973 Orizontul pierdut (Lost Horizon), regia Charles Jarrott
- 1974 Mireasa lui Zandy (Zandy's Bride),regia Jan Troell
- 1974 Scene dintr-o căsnicie (Scener ur ett äktenskap), regia Ingmar Bergman
- 1975 Leonor (Leonor), regia Juan Luis Buñuel
- 1976 Față în față (Ansikte mot ansikte), regia Ingmar Bergman
- 1977 Oul de șarpe (The Serpent's Egg), regia Ingmar Bergman
- 1977 Un pod prea îndepărtat (A Bridge Too Far), regia Richard Attenborough
- 1978 Sonată de toamnă (Höstsonaten), regia Ingmar Bergman
- 1980 Iubita lui Richard (Richard's Things), regia Anthony Harvey
- 1984 Diagonala nebunului (La Diagonale du fou), de Richard Dembo
- 1984 Primăvară cu zăpadă (The Bay Boy), regia Daniel Petrie
- 1984 Rața sălbatică (The Wild Duck), de Henri Safran
- 1986 Să sperăm că va fi fată (Speriamo che sia femmina), de Mario Monicelli
- 1987 Adio Moscova (Mosca addio), regia Mauro Bolognini
- 1987 Povestea lui Gaby (A True Story), regia Luis Mandoki
- 1988 Indiferenții (Gli indifferenti), regia Mauro Bolognini
- 1988 La amiga, regia Jeanine Meerapfel
- 1989 Grădina de trandafiri (The Rose Garden), regia Fons Rademakers
- 1990 Pământul se rotește (Mindwalk), de Bernt Amadeus Capra
- 1991 Boul (Oxen), regia Sven Nykvist
- 1992 Umbra tatei (The Long Shadow), de Vilmos Zsigmond
- 1994 Zorn, regia Gunnar Hellström
- 2003 Sarabanda (Saraband), regia Gunnar Hellström

Titlurile românești după Lumea filmului Dicționar de cineaști